# St. Bartholomäi (Wunstorf)

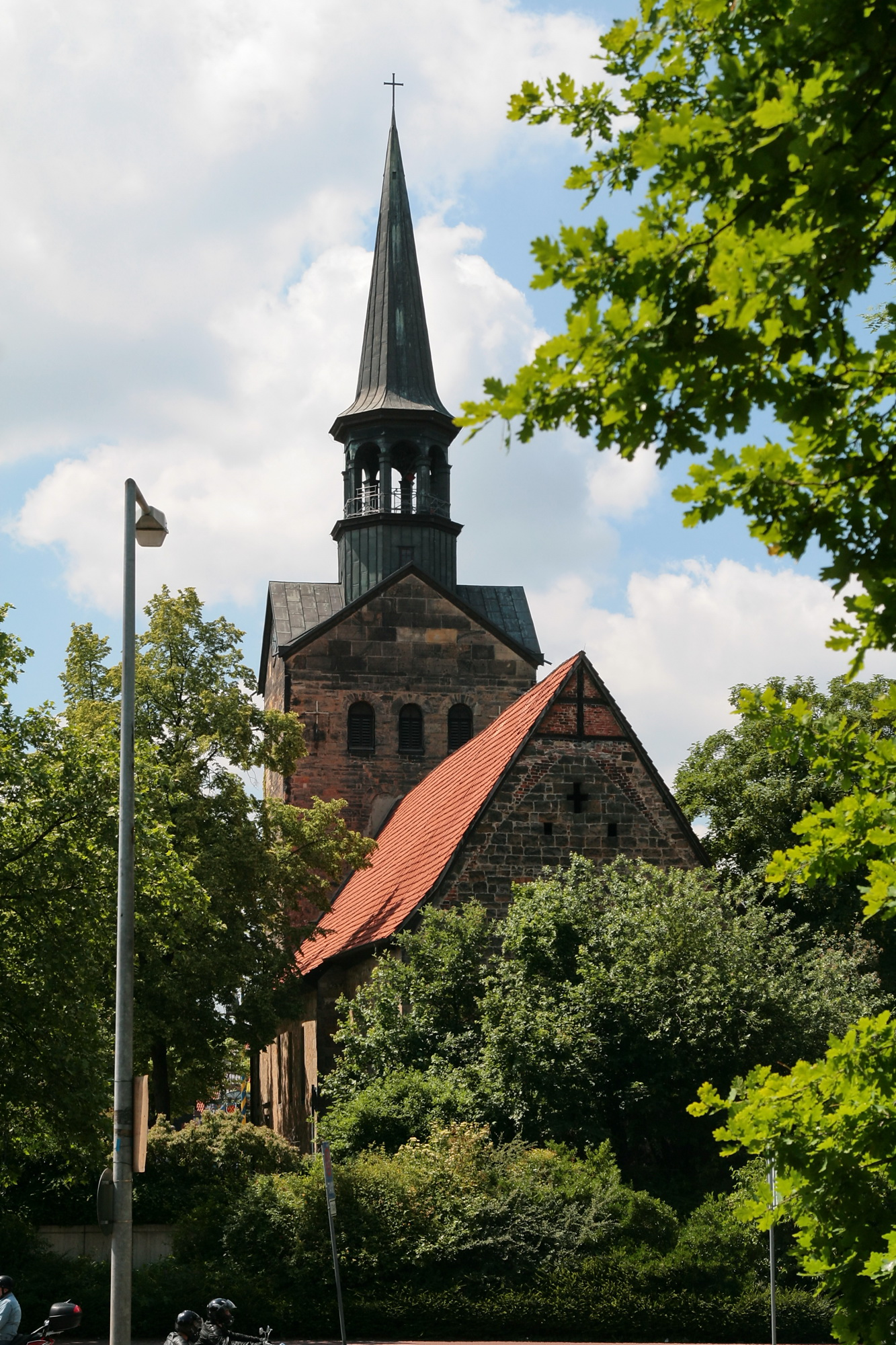
Stadtkirche St. Bartholomäi

Die evangelisch-lutherische, Stadtkirche St. Bartholomäi steht am Marktplatz von Wunstorf, einer Stadt und selbständigen Gemeinde in der Region Hannover in Niedersachsen. Sie steht unter Denkmalschutz. Die Kirche gehört zur Stifts-Kirchengemeinde im Kirchenkreis Neustadt-Wunstorf im Sprengel Hannover der Evangelisch-lutherischen Landeskirche Hannovers.

## Beschreibung
Bei der Saalkirche aus Quadermauerwerk vom Ende des 12. Jahrhunderts blieben der querrechteckige Kirchturm und der eingezogene Chor erhalten. Das aus Bruchsteinen erbaute Langhaus wurde unter Verwendung der alten Steine zwischen 1690, wie am Portal im Norden, und 1712, wie am Portal im Süden angegeben, erneuert. Die Einteilung im Innern des Turms in Geschosse wurde um 1840 beseitigt und durch eine vom Erdgeschoss bis in das 4. Obergeschoss reichende Holzkonstruktion ersetzt, um den neuen Dachstuhl zu tragen. Das Dach besteht aus zwei Satteldächern zwischen den flachen vier Giebeln, deren Kreuzung von einem Dachreiter bekrönt wird. 
Nachdem 1964 eine von zwei Glocken an die benachbarte Stiftskirche St. Cosmas und Damian abgegeben wurde, hängt im Glockenstuhl hinter den Klangarkaden nur eine Kirchenglocke. Sie stammt aus dem Jahr 1452, der Gießer ist nicht bekannt. Bei einem Durchmesser von 834 mm wiegt sie 350 kg und ertönt mit dem Schlagton c″-8. Nach einer lateinischen Inschrift – Ano dni m° cccc lii · o rex · glorie · veni · inpace · indie · petri · et pauli – ist sie eine Petrus-und-Paulusglocke.
Das Innere des Turms war ursprünglich durch Decken in vier Geschosse unterteilt. Das Erdgeschoss, das ursprünglich als Vestibül diente und das erste Obergeschoss mit der Empore waren jeweils durch heute vermauerte Arkaden mit dem Langhaus verbunden. Der Chor ist mit einem weit heruntergezogenen Kreuzgratgewölbe überspannt. Nach Westen öffnet sich der Chor durch einen gedrückten Triumphbogen. Die mittlere Arkade im Erdgeschoss wurde 2006 wieder geöffnet und damit der Zugang zur Kirche durch den Turm wiederhergestellt. Das mit einem Tonnengewölbe überspannte Langhaus hat im Westteil eine U-förmige Empore auf Stützen mit Kopfbändern. 
Auf dem Altar aus Sandstein steht ein Kruzifix, flankiert von Maria und Johannes aus der zweiten Hälfte des 15. Jahrhunderts. Die polygonale Kanzel wurde um 1640 gebaut. An ihrer Brüstung befinden sich zwischen kannelierten Säulen Gemälde von Jesus Christus und den 4 Evangelisten. 
Die Orgel mit acht Registern auf einem Manual und Pedal, wurde von Emil Hammer Orgelbau gebaut und 2008 von Jörg Bente restauriert.